# Eila Tähtinen
Eila Eine Tähtinen, coniugata Suutarla (Nokia, 23 gennaio 1931), è un'ex cestista finlandese.

## Carriera
Con la Finlandia ha disputato due edizioni dei Campionati europei (1952, 1956).